# Lékárna U Lva
Bývalá lékárna U Lva (německy Löwen-Apotheke), dům čp. 4 v Mikulášovicích, je původně klasicistní budova, novorenesančně přestavěná po velkém požáru města v roce 1842. Roku 1913 k ní nechal lékárník Adolf Krause přistavět budovu hvězdárny (čp. 1002). Roku 1992 byly obě budovy prohlášeny kulturní památkou.

## Historie
Původní budova čp. 4 pocházela patrně z poslední čtvrtiny 18. století. V roce 1833 dům zakoupil lékárník Johann Jakobie (1798–1865), který sem přesunul lékárnu provozovanou od roku 1831 v sousedním Císařském domě čp. 2. Budovu spolu s většinou okolních domů zničil velký požár Mikulášovic, který vypukl 20. září 1842. Lékárník Jakobie dal budovu znovu vystavět a lékárnu obnovil. Po manželčině smrti v roce 1861 ji prodal lékárníkovi Antonu Stohrovi. Od roku 1886 patřila rodině Krausových; nejprve Josefu Adolfovi Krausemu, po jehož smrti v roce 1910 připadla synovu Adolfovi Krausemu (1887–1939). Ten dal v roce 1913 k západní stěně přistavět secesní budovu hvězdárny. Lékárna ve spojených budovách fungovala až do roku 1962, poté byly prostory využívány pro různé účely (prodejna polotovarů, knihkupectví, bazar či herna). Dne 14. dubna 1992 byla stavba prohlášena nemovitou kulturní památkou. Obě budovy město Mikulášovice v roce 1994 prodalo, roku 2012 je však odkoupilo zpět za celkovou kupní cenu 600 000 Kč. Budova je využívána pro vstup do hvězdárny a vlastník plánuje její rekonstrukci.

## Popis
Obdélná patrová budova stojí na soklu proměnlivé výšky, který vyrovnává nerovnost terénu. Okapovou stranou směřuje k hlavní silnici a bývalému Kostelnímu náměstí. Původní fasáda byla růžová s bílou korunní římsou, později přetřená cihlovou a fialovou. Patra od sebe odděluje římsa. Okna mají obdélný tvar. V přízemí je obklopují hladké štukové šambrány zakončené obloukovými frontony tvořenými z iluzivních klenáků, na jejichž vrcholech jsou umístěny lví hlavy. V suprafenestrách se nacházejí květinově zdobené maskarony. Šambrány v patře jsou jednodušší, zdobené volutovým klenákem s akantovým listem. Na jižní stěně se nachází dřevěná pavlač. Sedlovou střechu kryjí pálené tašky.

## Galerie

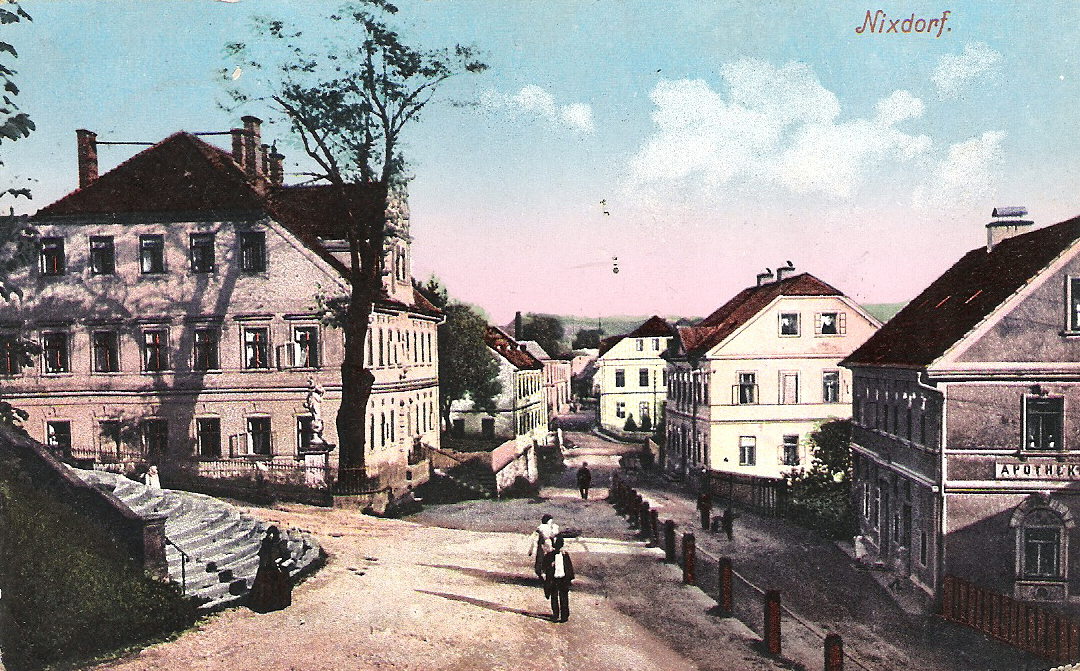
Lékárna (vpravo) před postavením hvězdárny
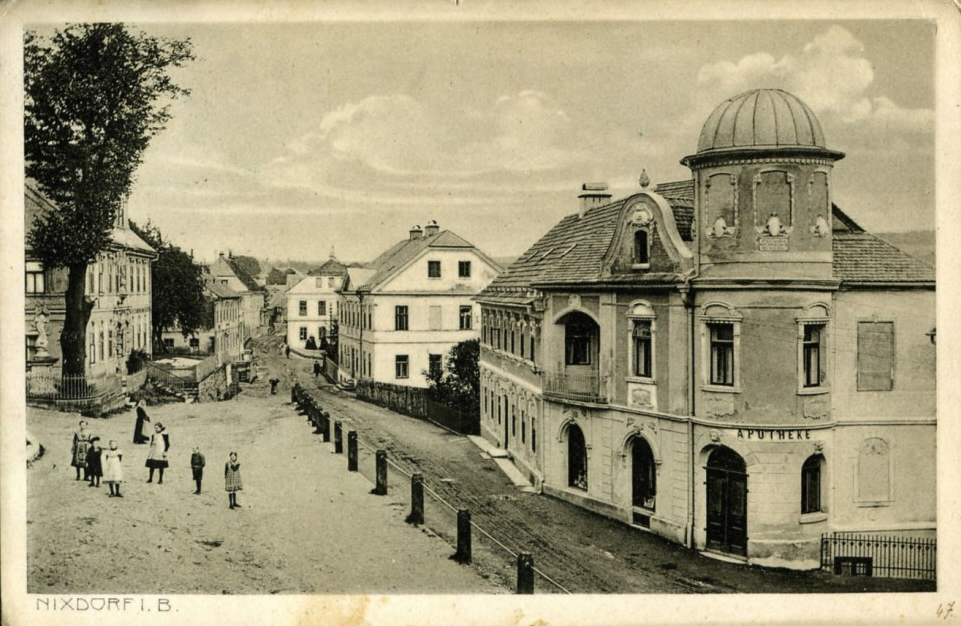
Lékárna (vpravo) s hvězdárnou
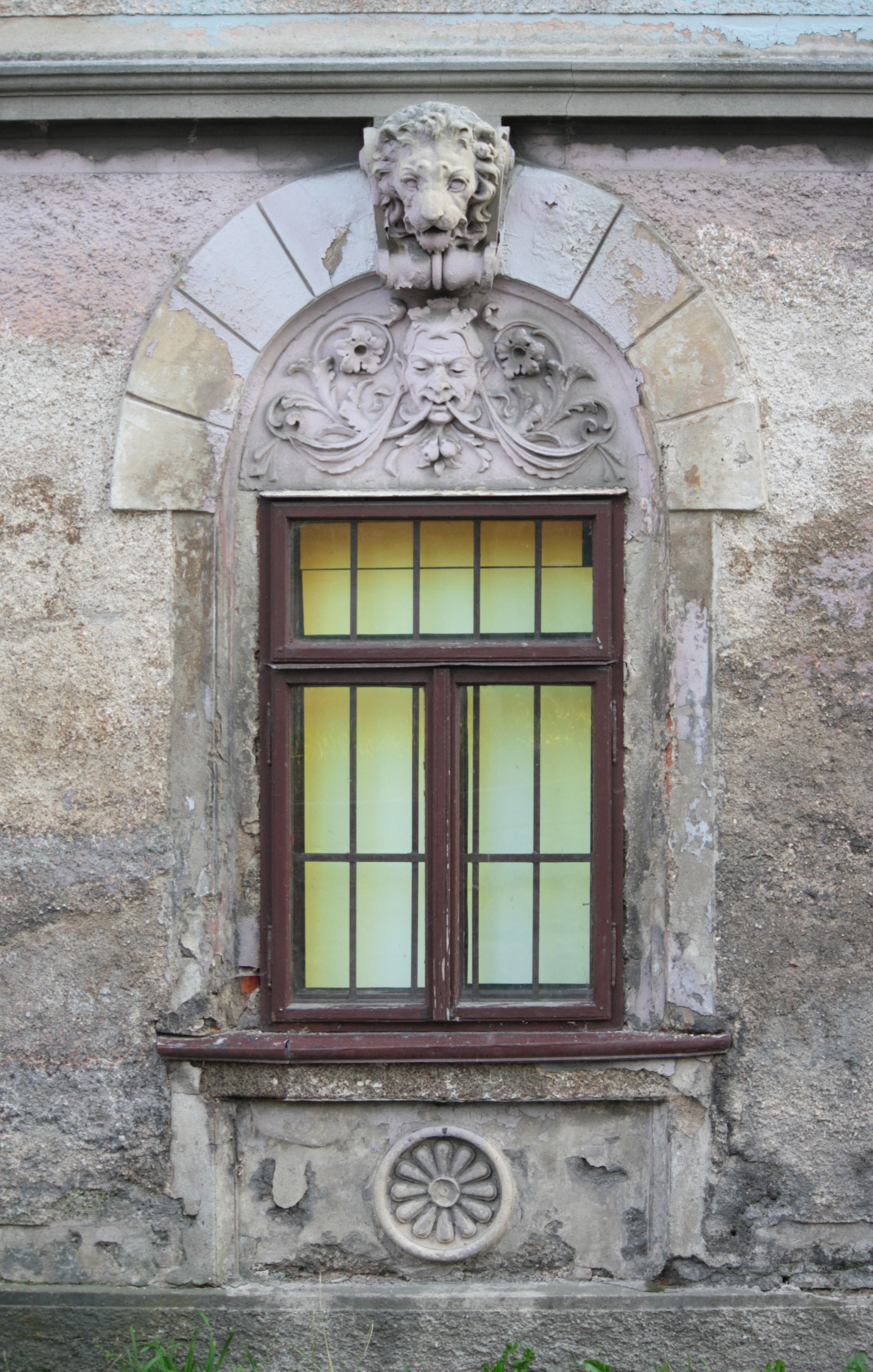
Detail okna v přízemí